# Lignières (Grand Est)
Lignières è un comune francese di 223 abitanti situato nel dipartimento dell'Aube nella regione del Grand Est.

## Storia

### Simboli
L'Armorial Général de France del 1696 riporta il campo d'azzurro invece che d'oro.

## Società

### Evoluzione demografica
Abitanti censiti